# ترادییس د اسگبا
ترادییس د اسگبا (به اسپانیایی: Terradillos de Esgueva) یک شهرستان در اسپانیا است که در کاستیا و لئون واقع شده‌است.

## خصوصیات
ترادییس د اسگبا ۱۴ کیلومترمربع مساحت و ۱۲۷ نفر جمعیت دارد.